# Сорокин, Олег Геннадьевич
Олег Геннадьевич Сорокин (16 января 1995 — 26 марта 2022) — российский военнослужащий, гвардии старший лейтенант, заместитель командира роты по военно-политической работе 6-й общевойсковой армии Западного военного округа. Участник вторжения России на Украину, Герой Российской Федерации (2023, посмертно).

## Биография
Родился 16 января 1995 года в Мамадыше в семье военного. В 2013 году Олег окончил лицей № 2 им. Академика К. А. Валиева. Затем поступил курсантом в Московское высшее военное командное училище. После окончания училища в 2018 году распределён в Западный военный округ, в 138-ю отдельную гвардейскую мотострелковую Красносельскую ордена Ленина Краснознамённую бригаду 6-й общевойсковой Краснознамённой армии (пункт дислокации бригады — посёлок Каменка Выборгского района Ленинградской области). Служил командиром мотострелкового взвода, с 2020 года — заместителем командира мотострелковой роты по военно-политической работе.. 
Участник вторжения России на Украину. Погиб 26 марта 2022 года при выполнении боевой задачи. По утверждению российских СМИ, Сорокин вместе с другим офицером при отступлении прикрыл собой около 200 бойцов, тем самым спас их жизни.
Похоронен 8 июня в городе Мамадыше Республики Татарстан.
В 2023 году «за проявленный личный героизм и самоотверженность при выполнении боевой задачи» гвардии старший лейтенант Олег Геннадьевич Сорокин удостоен звания Герой Российской Федерации. 4 мая 2023 года медаль «Золотая звезда» Раис Республики Татарстан Рустам Минниханов в Казани передал родителям Сорокина.

## Память
- Имя Героя присвоено юнармейскому отряду МБОУ «Центр образования Лицей №2 имени академика К.А. Валиева города Мамадыш» Мамадышского муниципального района Республики Татарстан. На здании лицея также установлена мемориальная доска.
- Именем Героя названа улица в г. Мамадыше.